# St. Nikolaus (Unterickelsheim)

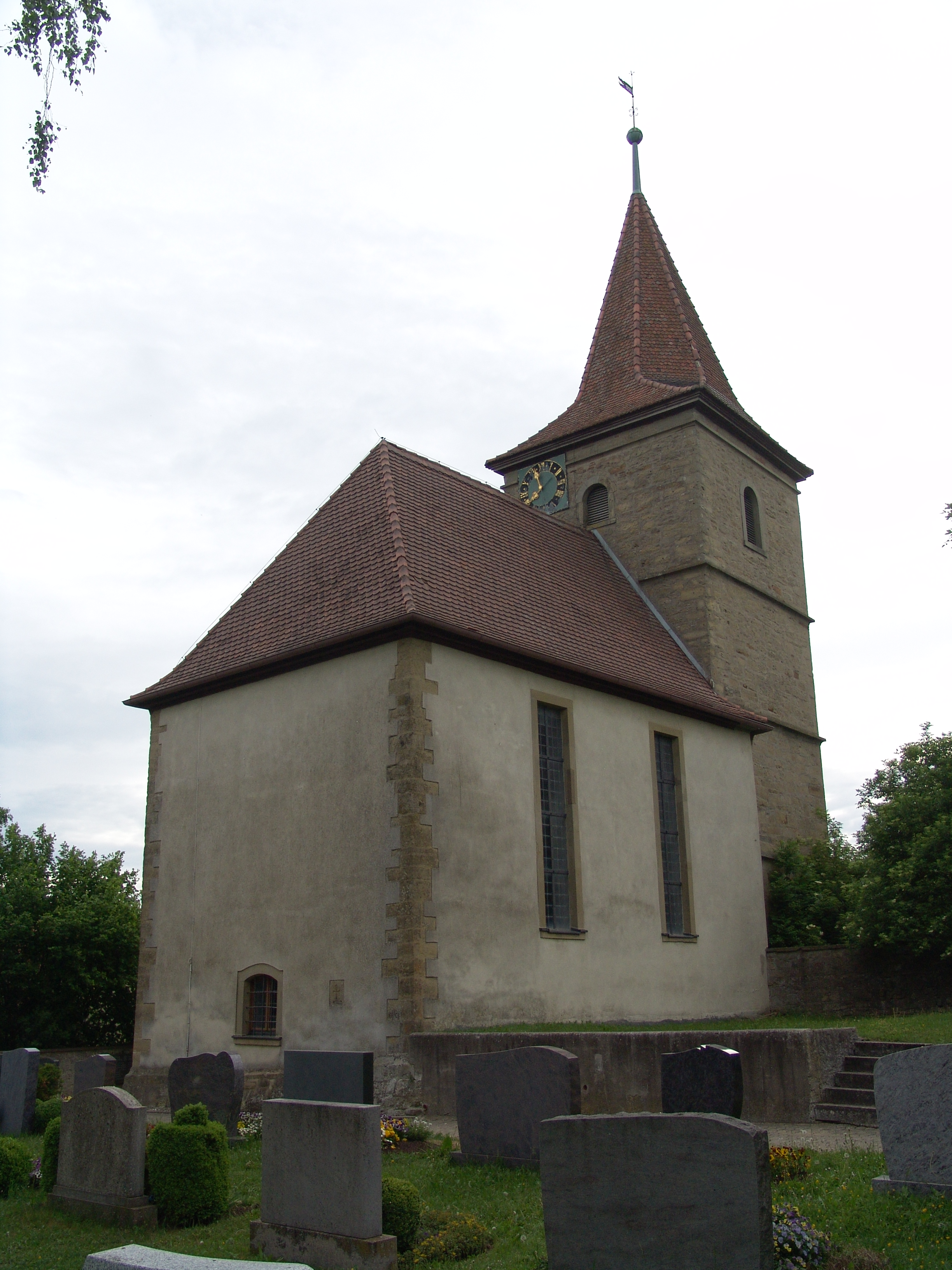
Die Nikolauskirche in Unterickelsheim

Die Kirche St. Nikolaus ist das evangelisch-lutherische Gotteshaus des unterfränkischen Ortes Unterickelsheim. Es liegt im Südwesten des Dorfes, umgeben von einem Friedhof. Die Kirche gehört zum Evangelisch-Lutherischen Dekanat Uffenheim.

## Geschichte
Die Geschichte der Kirche ist eng mit der des Dorfes verbunden. Bereits früh entstand in Unterickelsheim ein eigenes Gotteshaus, das lange Zeit Filiale der Pfarrei Gnötzheim blieb. Wahrscheinlich geht die Kirche auf die zweite Hälfte des 13. Jahrhunderts zurück, hierauf verweist noch der Turm, der in die Zeit der Romanik datiert werden kann. Im Jahr 1405 erhielten die Unterickelsheimer eine eigenständige Pfarrei. In der Folgezeit wurde das Gotteshaus mit Erweiterungen an die neuen Erfordernisse angepasst.
Im Jahr 1528 führten die Markgrafen von Ansbach, die Dorfherren von Unterickelsheim, die Reformation im Dorf ein. Die Nikolauskirche wurde als lutherisches Gotteshaus umgewandelt. Die heutige Form des kleinen Langhauses geht auf das 18. Jahrhundert zurück. Zwischen 1759 und 1760 erneuerte man dieses Bauteil und erhöhte die Kirche, sodass das Dach des Langhauses heute bis an das oberste Geschoss des Turmes heranreicht. Die Kirche ist als Baudenkmal eingeordnet.

## Architektur
Die Nikolauskirche ist eine schlichte Chorturmkirche. Ältestes Element ist der romanische Turm, der ursprünglich wohl Teil einer kleineren Wehrkirche war. Er ist steinsichtig und hat vier Geschosse, die äußerlich durch Gesimse kenntlich gemacht sind. Lediglich im Obergeschoss, in dem heute die Glockenstube untergebracht ist, befinden sich kleine Rundbogenfenster mit Nasenmaßwerk. Der Turm schließt mit einem Spitzdach ab. Der Chor ist kreuzrippengewölbt mit einem reliefierten Schlussstein.
Die Kirche ist geostet. Das Langhaus ist verputzt und schließt mit einem sehr hohen, ziegelgedeckten Walmdach ab. Durchlichtet wird der Bau von zwei langgestreckten rechteckigen Fenstern, die bis nahe an den Dachfirst gezogen sind. Auf der Westseite ist lediglich ein kleines Rechteckfenster angebracht. Der einzige Zugang zur Nikolauskirche befindet sich auf der Nordseite, dort sind auch kleinere Fenster eingesetzt. Das Langhaus ist innen flachgedeckt.

## Ausstattung

### Sakramentshaus
Ältestes Element der Ausstattung ist das spätgotische Sakramentshaus. Es ist in die nördliche Chorwand eingemauert und stammt von der Kirchenumgestaltung vom Beginn des 15. Jahrhunderts. Das Sakramentshaus, vollständig aus Stein, weist noch Überreste der mittelalterlichen farbigen Fassung auf. Das Gehäuse ist rechteckig und von zwei halbplastischen Figuren eingerahmt. Ein schmiedeeisernes Gitter versperrt die Nische.
Im Mittelpunkt eines kielbogigen Aufsatzes oberhalb der Nische befindet sich das Relief eines Kelches mit einer Hostie. Das Sakramentshäuschen schließt oben mit einem Zinnenfries ab. Figuren auf gestuften Konsolen werden von zwei Baldachinen überragt. Links steht Jesus als Schmerzensmann mit der Dornenkrone. Auf der rechten Seite ist die selten dargestellte Ecclesia als Sinnbild der Kirche angebracht. Sie ist blind, trägt eine Krone und ist in ein rotes Gewand gehüllt. In den Händen trägt sie ein Buch und einen Hostienkelch.

### Weitere Ausstattung
Das Altarretabel im Chor, das in den Formen des Frühbarocks errichtet wurde und von zwei Säulen eingerahmt ist, stammt aus dem Jahr 1660. Den Mittelpunkt bildet eine halbplastische Figurengruppe mit der Kreuzigung Christi und den Heiligen Maria und Johannes als Assistenzfiguren. Hintergrund ist eine Silhouette Jerusalems mit zwei Männern auf dem Feld, wohl den Emmausjüngern. Statt eines Altarauszuges bildet die Figur des Auferstandenen den Abschluss des Altars. Die Predella trägt ein geschnitztes Relief des Abendmahls.
Die für ein lutherisches Gotteshaus typischen Emporen auf zwei Seiten wurden wahrscheinlich um 1760 zweigeschossig errichtet. Die Brüstung ist marmoriert und mit Blumenfestons gefasst. Ursprünglich waren außen an der Kirche drei Epitaphien des ausgehenden 18. Jahrhunderts angebracht. Ihr Verbleib ist unklar.